# Campeonato Europeo de Tiro en 10 m de 2020
El L Campeonato Europeo de Tiro en 10 m se celebró en Breslavia (Polonia) entre el 24 de febrero y el 1 de marzo de 2020 bajo la organización de la Confederación Europea de Tiro (ESC) y la Federación Polaca de Tiro Deportivo.
Las competiciones se realizaron en el Centro del Centenario de la ciudad polaca.

## Resultados

### Masculino
| Evento                            | Oro                                | Plata                               | Bronce                            |
| --------------------------------- | ---------------------------------- | ----------------------------------- | --------------------------------- |
| Rifle de aire 10 m (29.02)        | István Péni · Hungría · 250,5 pts. | Oleh Tsarkov · Ucrania · 249,2 pts. | Serguei Richter Israel 228,8 pts. |
| Rifle de aire 10 m (equipos)      | Rusia ·                            | Croacia ·                           | Francia                           |
| Pistola de aire 10 m (28.02)      | Artiom Chernousov · Rusia · 241,2  | Paolo Monna · Italia · 239,6        | İsmail Keleş Turquía 218,3        |
| Pistola de aire 10 m (equipos)    | Rusia ·                            | Italia ·                            | Serbia                            |
| Blanco móvil 10 m (25.02)         | Emil Martinsson · Suecia ·         | Mijail Azarenko · Rusia ·           | Łukasz Czapla · Polonia ·         |
| Blanco móvil 10 m (equipos)       | Rusia · 1714 (46x)                 | Suecia · 1714 (44x)                 | Finlandia · 1697                  |
| Blanco móvil mixto 10 m (27.02)   | Jesper Nyberg · Suecia · 393       | Vladislav Shchepotkin · Rusia · 388 | Mijail Azarenko · Rusia · 386     |
| Blanco móvil mixto 10 m (equipos) | Suecia · 1155                      | Rusia · 1147                        | Finlandia · 1114                  |

### Femenino
| Evento                            | Oro                                         | Plata                                     | Bronce                           |
| --------------------------------- | ------------------------------------------- | ----------------------------------------- | -------------------------------- |
| Rifle de aire 10 m (29.02)        | Laura-Georgeta Coman · Rumania · 251,2 pts. | Anastasiya Galashina · Rusia · 251,1 pts. | Andrea Arsović Serbia 228,9 pts. |
| Rifle de aire 10 m (equipos)      | Rusia ·                                     | Noruega ·                                 | Polonia ·                        |
| Pistola de aire 10 m (28.02)      | Bobana Momčilović Veličković Serbia 236,4   | Heidi Diethelm Gerber · Suiza · 232,7     | Anna Korakaki · Grecia · 213,5   |
| Pistola de aire 10 m (equipos)    | Serbia                                      | Polonia ·                                 | Alemania ·                       |
| Blanco móvil 10 m (25.02)         | Olga Stepanova · Rusia ·                    | Daniela Vogelbacher · Alemania ·          | Viktoriya Rybovalova · Ucrania · |
| Blanco móvil 10 m (equipos)       | Ucrania · 1672                              | Rusia · 1650                              | Armenia 1637                     |
| Blanco móvil mixto 10 m (27.02)   | Halyna Avramenko · Ucrania · 383            | Viktoriya Rybovalova · Ucrania · 373      | Olga Stepanova · Rusia · 372     |
| Blanco móvil mixto 10 m (equipos) | Rusia · 1093                                | Ucrania · 1085                            | Armenia 1080                     |

### Mixto
| Evento                          | Oro                                                | Plata                                    | Bronce                                            |
| ------------------------------- | -------------------------------------------------- | ---------------------------------------- | ------------------------------------------------- |
| Blanco móvil mixto 10 m (26.02) | Rusia · Mijail Azarenko · Yuliya Eidenzon          | Ucrania · Ihor Kizyma · Halyna Avramenko | Ucrania · Danylo Danilenko · Viktoriya Rybovalova |
| Rifle 10 m (28.02)              | Rusia · Yuliya Karimova · Vladimir Maslennikov     | Hungría · Eszter Dénes · István Péni     | Croacia · Estera Herceg · Miran Maričić           |
| Pistola 10 m (29.02)            | Rusia · Vitalina Batsarashkina · Artiom Chernousov | Serbia Zorana Arunović Damir Mikec       | Suiza · Heidi Diethelm Gerber · Jason Solari      |

## Medallero
| Núm. | País      | Oro | Plata | Bronce | Total |
| ---- | --------- | --- | ----- | ------ | ----- |
| 1    | Rusia     | 10  | 5     | 2      | 17    |
| 2    | Suecia    | 3   | 1     | 0      | 4     |
| 3    | Ucrania   | 2   | 4     | 2      | 8     |
| 4    | Serbia    | 2   | 1     | 2      | 5     |
| 5    | Hungría   | 1   | 1     | 0      | 2     |
| 6    | Rumania   | 1   | 0     | 0      | 1     |
| 7    | Italia    | 0   | 2     | 0      | 2     |
| 8    | Polonia   | 0   | 1     | 2      | 3     |
| 9    | Alemania  | 0   | 1     | 1      | 2     |
| 9    | Croacia   | 0   | 1     | 1      | 2     |
| 9    | Suiza     | 0   | 1     | 1      | 2     |
| 12   | Noruega   | 0   | 1     | 0      | 1     |
| 13   | Armenia   | 0   | 0     | 2      | 2     |
| 13   | Finlandia | 0   | 0     | 2      | 2     |
| 15   | Francia   | 0   | 0     | 1      | 1     |
| 15   | Grecia    | 0   | 0     | 1      | 1     |
| 15   | Israel    | 0   | 0     | 1      | 1     |
| 15   | Turquía   | 0   | 0     | 1      | 1     |
|      | TOTAL     | 19  | 19    | 19     | 57    |